# ماركوس دياز (لاعب كرة قدم)
ماركوس دياز هو لاعب كرة قدم برازيلي، ولد في 30 نوفمبر 2001.

## وصلات خارجية
- ماركوس دياز (لاعب كرة قدم) على موقع الدوري الأمريكي (الإنجليزية)
- ماركوس دياز (لاعب كرة قدم) على موقع قاعدة بيانات كرة القدم.إي يو (الإنجليزية)
- ماركوس دياز (لاعب كرة قدم) على موقع Soccerway.com (الإنجليزية)